# Noccaea pseudorivularis
Noccaea pseudorivularis är en korsblommig växtart som först beskrevs av Heinrich Carl Haussknecht och Joseph Friedrich Nicolaus Bornmüller, och fick sitt nu gällande namn av Friedrich Karl Meyer. Noccaea pseudorivularis ingår i släktet backskärvfrön, och familjen korsblommiga växter. Inga underarter finns listade i Catalogue of Life.